# Codonosiga
Genre
Synonymes
Codosiga James-Clark, 1868
Codonosiga est un genre d'organismes unicellulaires de petite taille du règne des Choanomonada. Ce sont des organismes munis d'une collerette d'où sort un flagelle, organe de préhension de proies (bactéries). Généralement fixés grâce à leur pédoncule, ils peuvent se détacher et nager avec son flagelle.
Ils se multiplient par division binaire longitudinale.

## Espèces
Selon AlgaeBASE (site consulté le 15 décembre 2017), il y a 19 espèces:
- C. allioides - C. assimilis - C. botrytis - C. candelabrum - C. corymbosa - C. cymosa - C. dichotoma - C. echinata - C. florea - C. furcata - C. grossularia - C. kentii - C. longipes - C. magnifica - C. pulcherrima - C. pyriformis - C. steinii - C. umbellata - C. utriculus

Selon BioLib & WoRMS (sites consultés le 15 décembre 2017), il n'y a qu'une seule espèce:
- C. botrytis

Selon NCBI (site consulté le 15 décembre 2017), il y a deux espèces:
- C. botrytis - C. hollandica

L'espèce type est Codosiga pulcherrima H.J.Clark (selon AlgaeBASE, site consulté le 15 décembre 2017)
Les espèces Codonosiga elegans De Saedeleer et Codonosiga gracilis (W.S. Kent, 1880-1882) H. de Saedeleer, 1927 sont en outre également trouvables sur le site d'AlgaeBASE.